# 偽原始人
『偽原始人』(にせげんしじん)は、井上ひさしによる日本の小説。1975年に『朝日新聞』夕刊に連載された。

## あらすじ
小学生三人組が、教育ママから逃げ出そうとして策をたてる。同時に、退職した元担任教師（教育ママたちから「子供たちを勉強させないこと」を責められて、心を病んだ）を救おうとして策をたてる。

## 登場人物
池田東大(いけだとうしん)
母親がどうしても東大に入って欲しくそう名付けた(本人は快く思っていない)。
高橋庄平(たかはししょうへい)
大泉明(おおいずみあきら)

## 書籍情報
1976年5月、朝日新聞社より刊行。現在は絶版状態。
『偽原始人』（井上ひさし／1979年7月25日、新潮文庫、ISBN 4-10-116806-7）